# Rue Jules-Breton
La rue Jules-Breton est une voie située dans le quartier de la Salpêtrière du 13e arrondissement de Paris.

## Situation et accès
Elle débute 166-172, rue Jeanne-d'Arc et se termine 35, boulevard Saint-Marcel.
La rue Jules-Breton est accessible par la ligne 5 à la station Saint-Marcel.

## Origine du nom
Elle doit son nom au peintre et poète Jules Breton (1827-1906).

## Historique
La rue a été ouverte en 1911 par la ville de Paris sur l'emplacement de l'ancien marché aux chevaux qui fut en service de 1877 à 1908. 

## Bâtiments remarquables et lieux de mémoire
- Au no 4, l'immeuble industriel abritant les services techniques de la préfecture de police de Paris.
- Au no 5, se trouve l'ancien siège de l'Ordre maçonnique mixte international « le Droit humain ».

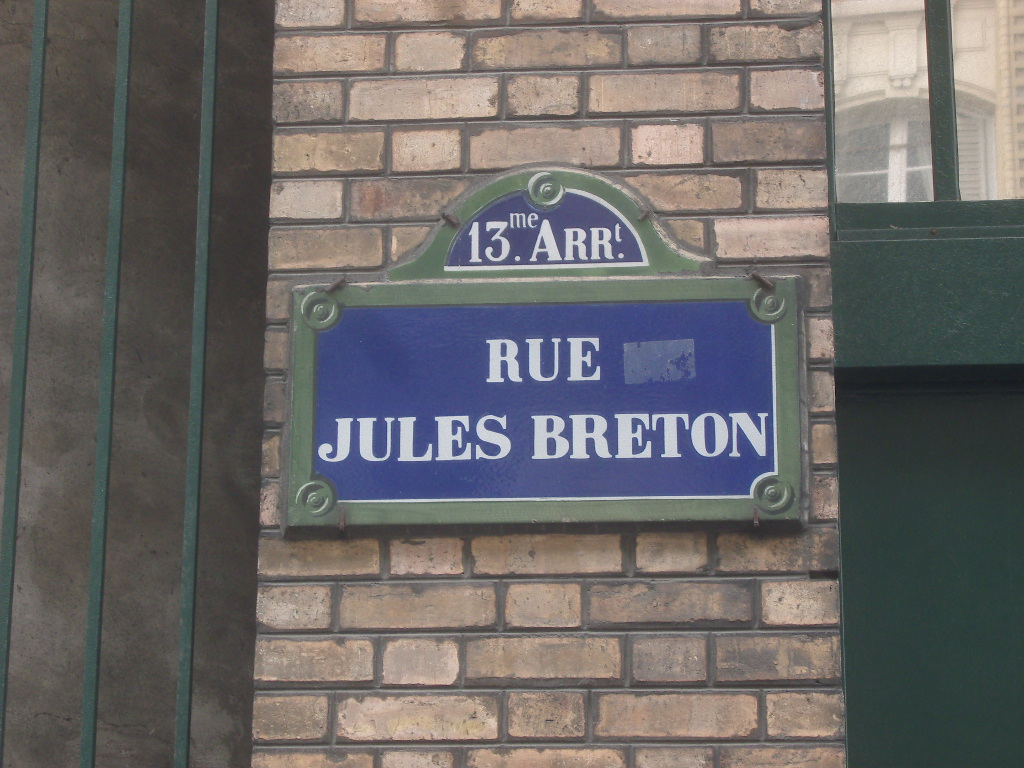
Plaque de la rue.
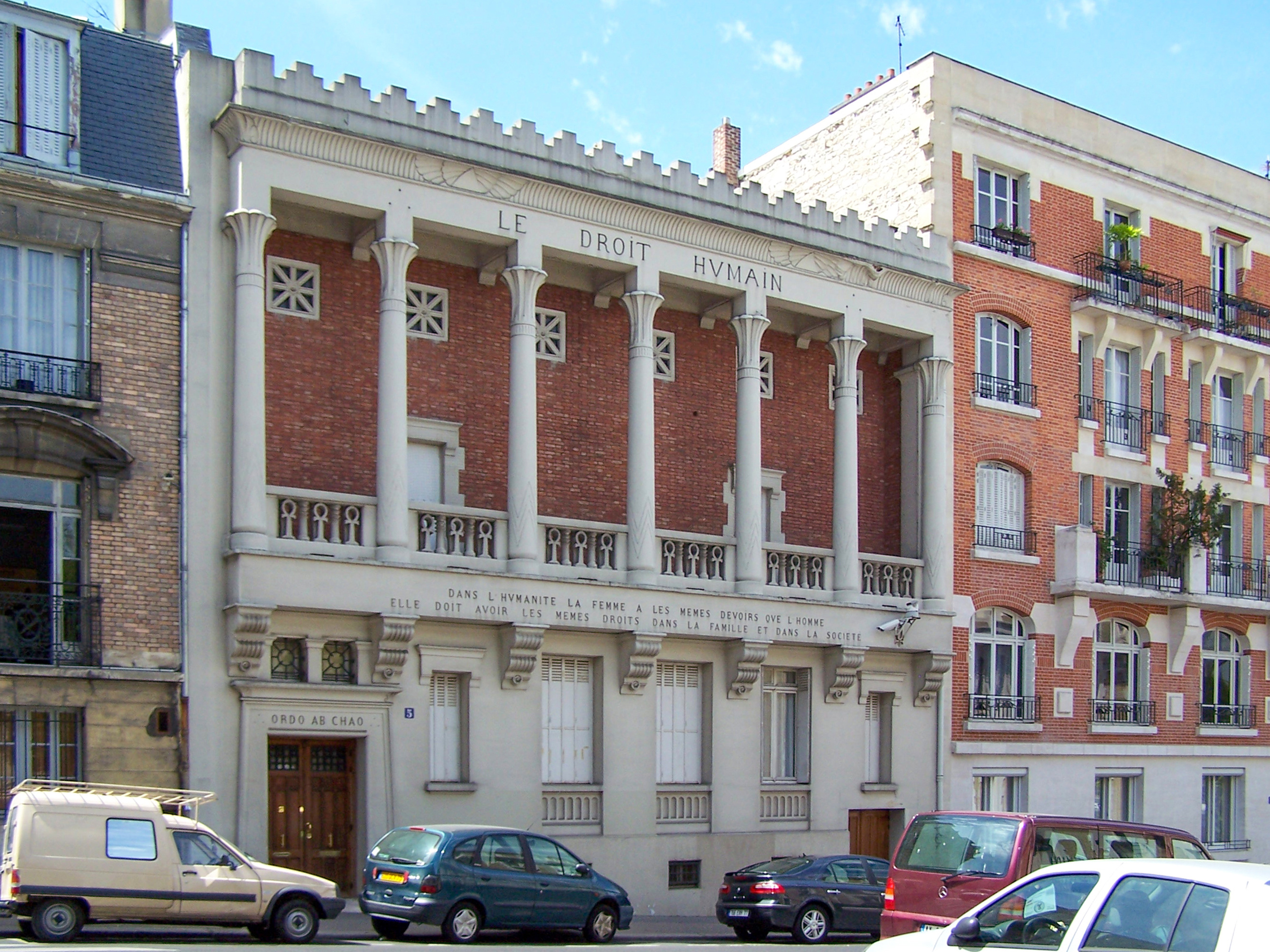
Bâtiment du « Droit humain ».